# Dayton Triangles
I Dayton Triangles sono stati una squadra di football americano fondata col nome di St. Mary's Cadets nel 1913 con sede a Dayton, in Ohio che disputò nella Ohio League i campionati dal 1913 al 1919, prima di essere tra le squadre fondatrici della National Football League in cui disputò le stagioni dal 1920 al 1929. Nel 1929, dopo anni di declino, la squadra venne sciolta e la franchigia venne acquistata da Bill Dwyer che la trasferì a Brooklyn fondando i Brooklyn Dodgers.

## Giocatori importanti

### Membri dellaPro Football Hall of Fame
Quello che segue è l'elenco delle personalità che hanno fatto parte dei Dayton Triangles che sono state ammesse nella Pro Football Hall of Fame con l'indicazione del ruolo ricoperto nella squadra, il periodo di appartenenza e la data di ammissione.
- Greasy Neal, capo allenatore nel 1918, ammesso nel 1969.